# Kanton Longué-Jumelles
Der Kanton Longué-Jumelles ist seit 1790 ein französischer Wahlkreis im Arrondissement Saumur, im Département Maine-et-Loire in der Region Pays de la Loire. Sein Hauptort ist Longué-Jumelles.
Im Jahr 2015 wurde er umorganisiert und hat Gemeinden aus den aufgelassenen Kantonen Saumur-Nord und Allonnes übernommen. Dadurch ist er auf 18 Gemeinden auf einer Fläche von 485,15 km² angewachsen.

## Geografie
Der Kanton liegt im nördlichen Teil des Arrondissements Saumur rund um die aus zwei ehemals selbständigen Gemeinden gebildete Kleinstadt Longué-Jumelles, in einer teils flachen, teils hügeligen, überwiegend landwirtschaftlich geprägten Gegend, die aber auch Anteil an großen Eichenwäldern hat. Das Kantonsgebiet wird zur Landschaft Baugeois gerechnet.

## Gemeinden
Der Kanton besteht aus 17 Gemeinden und Gemeindeteilen mit insgesamt 30.427 Einwohnern (Stand: 1. Januar 2022) auf einer Gesamtfläche von 483,60 km²:
| Gemeinde                 | Einwohner 1. Januar 2022 | Fläche km² | Dichte Einw./km² | Code INSEE | Postleitzahl |
| ------------------------ | ------------------------ | ---------- | ---------------- | ---------- | ------------ |
| Allonnes                 | 2.925                    | 36,33      | 81               | 49002      | 49650        |
| Blou                     | 938                      | 21,46      | 44               | 49030      | 49160        |
| Brain-sur-Allonnes       | 2.078                    | 33,32      | 62               | 49041      | 49650        |
| Courléon                 | 140                      | 13,77      | 10               | 49114      | 49390        |
| Gennes-Val-de-Loire      | 3.449                    | 39,40      | 88               | 49261      | 49350        |
| La Breille-les-Pins      | 617                      | 27,57      | 22               | 49045      | 49390        |
| La Lande-Chasles         | 119                      | 4,99       | 24               | 49171      | 49150        |
| Longué-Jumelles          | 6.583                    | 96,20      | 68               | 49180      | 49160        |
| Mouliherne               | 800                      | 40,79      | 20               | 49221      | 49390        |
| Neuillé                  | 1.011                    | 13,56      | 75               | 49224      | 49680        |
| Saint-Clément-des-Levées | 1.127                    | 10,22      | 110              | 49272      | 49350        |
| Saint-Philbert-du-Peuple | 1.319                    | 16,38      | 81               | 49311      | 49160        |
| Varennes-sur-Loire       | 1.924                    | 22,66      | 85               | 49361      | 49730        |
| Vernantes                | 2.006                    | 40,77      | 49               | 49368      | 49390        |
| Vernoil-le-Fourrier      | 1.330                    | 33,10      | 40               | 49369      | 49390        |
| Villebernier             | 1.462                    | 9,91       | 148              | 49374      | 49400        |
| Vivy                     | 2.599                    | 23,17      | 112              | 49378      | 49690        |
| Kanton Longué-Jumelles   | 30.427                   | 483,60     | 63               | 4915       | –            |

1. ↑   Nur die Fläche der zwei ehemaligen Gemeinden Les Rosiers-sur-Loire und Saint-Martin-de-la-Place, der Rest gehört zum Kanton Doué-en-Anjou.

Bis zur landesweiten Neugliederung der Kantone 2015 bestand der Kanton Longué-Jumelles aus acht Gemeinden auf einer Fläche von 267,55 km²: Blou, Courléon, La Lande-Chasles, Longué-Jumelles (Hauptort), Mouliherne, Saint-Philbert-du-Peuple, Vernantes und Vernoil-le-Fourrier. Er besaß vor 2015 einen anderen INSEE-Code als heute, nämlich 4917.

## Veränderungen im Gemeindebestand seit der landesweiten Neuordnung der Kantone
2018: Fusion Gennes-Val de Loire (Kanton Doué-la-Fontaine), Les Rosiers-sur-Loire und Saint-Martin-de-la-Place → Gennes-Val de Loire